# Mamy Wata
Mamy Wata és una pel·lícula nigerina de 1989 i dirigida per Moustapha Diop, produïda a Níger. Fou presentada al 28è Festival de Cinema Africà de Verona i participà al a secció oficial del XXIII Festival Internacional de Cinema Fantàstic de Sitges.

## Història
La saga de dues famílies, una africana i l'altra francesa, durant l'experiència del colonialisme i la lluita per la independència. Mamy Wata, "deessa de les aigües", és l'element màgic que intervé i canvia el curs dels esdeveniments, un pas cap a l'irracional que ens acosta al món de la cultura religiosa africana.
L'any 1976, Justin, un metge graduat a França, torna al seu poble amb ganes d'ajudar al desenvolupament de la seva gent. Tanmateix, el repte és molt més difícil del que s'esperava: el president Ohounou, que fa anys que persegueix la família de Justin, té previst construir una gran presa i desplaçar els habitants del poble.
El 1981, Justin, amargat i ara alcohòlic, és animat per la seva amiga francesa Evelyne a començar el repte de nou. Acompanyat d'un grapat de rebels improbables, Justin comença la seva batalla: desenterrar el ceptre familiar i venjar el seu pare assassinat el 1968 pel president Ohounou. El pare de Justin, llavors ministre d'Agricultura, de fet, s'havia oposat fermament a la imposició del monocultiu de cacauet i cotó, que hauria pres terres als agricultors i hauria enriquit Calvetti, un empresari francès, i el president Ohounou.
La guerra entre Justin i Ohounou provoca una lluita entre Mamy Wata i un esperit geni, convocat per Ohouho. Finalment, Mami Wata, vencedora, instarà a Justin i als seus homes a no abandonar la lluita.

## Tema
Les seqüències inicials anuncien una pel·lícula política i de denúncia contra un dictador corrupte d'un país indefinit de l'Àfrica Occidental. Un muntatge que alterna imatges de París i d'un poble africà també anticipa un tema clàssic del cinema africà: el contrast entre tradició i modernitat, representat pel retorn a l'Àfrica d'un jove intel·lectual format a l'estranger i amb ganes d'ajudar el seu país.
A la segona part de la pel·lícula, però, preval l'element sobrenatural, representat per Mamy Wata, una divinitat aquàtica molt popular tant a l'Àfrica com a les Amèriques. Mamy Wata, personatge central per al desenvolupament dels esdeveniments, s'oposa a la construcció de la carretera del nou assentament agrícola, matant dos treballadors i la filla de Calvetti i acompanyant Justin en la seva batalla. Paladí d'una relació entre l'home i la natura no contaminada per una modernitat invasora generalment imposada per Occident, es presenta com una resistent a la tradició cultural genuïnament africana.
A la pel·lícula apareixen altres personatges femenins relacionats amb l'aigua, potser missatgers de la mateixa Mamy Wata, que reforcen i fan més omnipresent la presència de la divinitat aquàtica.

## Estil
La pel·lícula estilísticament híbrida barreja referències occidentals, contingut polític i referències al món sobrenatural.